# Museum Tusculanum Press

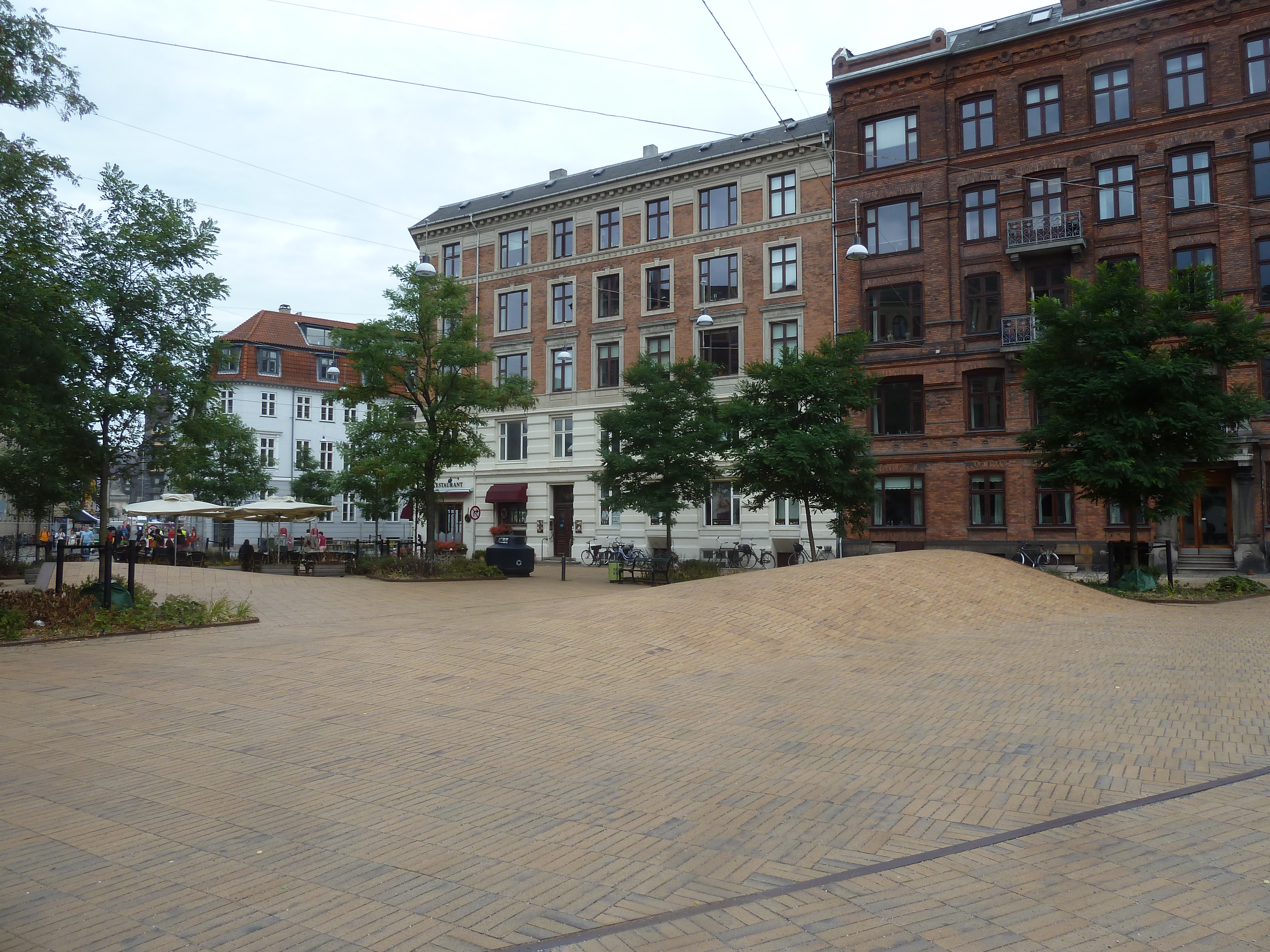
Praça Dantes em Copenhague, onde está sediada a Museum Tusculanum Press.

A Museum Tusculanum Press (dinamarquês: Museum Tusculanums Forlag ) é uma editora acadêmica independente historicamente associada à Universidade de Copenhague, publicando principalmente nas ciências humanas, ciências sociais e teologia. Foi fundada em 1975 como uma instituição sem fins lucrativos e publica aproximadamente 45 títulos anualmente. Grande parte dos livros publicados pelo Museum Tusculanum Press é de autoria ou edição de pesquisadores afiliados à Universidade de Copenhague.